# Thyreodon venustus
Thyreodon venustus là một loài tò vò trong họ Ichneumonidae.